# Mein Schiff 7
Die Mein Schiff 7 ist ein Kreuzfahrtschiff der Reederei TUI Cruises. Das Schiff wurde im Jahr 2024 abgeliefert. Es wurde am 22. Juni 2024 in Kiel getauft, hat eine Länge von etwa 316 Metern und ist für 2894 Passagiere zugelassen. Die Mein Schiff 7 ist ein Schwesterschiff der 2018 und 2019 in Dienst gestellten Mein Schiff 1 und Mein Schiff 2.

## Geschichte
Im Juni 2022 hatte die Fertigung der Mein Schiff 7 begonnen. Die Kiellegung erfolgte am 21. März 2023, das Aufschwimmen im Baudock am 1. Dezember 2023. Das Schiff wurde am 11. Juni 2024 von TUI Cruises übernommen. Es wurde am 22. Juni 2024 in Kiel getauft. Taufpatin war Fenia Kalachani, die seit 2020 Umweltoffizierin an Bord der Mein-Schiff-Flotte ist. Auf der Tauffeier, die von Peter Illmann moderiert wurde, spielte u. a. Ben Zucker. Zu Gast waren auch Wybcke Meier (CEO TUI Cruises) und Sebastian Ebel (Vorstandsvorsitzender der TUI AG). Highlights der Inszenierung waren eine Drohnenshow mit 400 Drohnen und ein Feuerwerk. Die Taufreise startete am 21. Juni 2024 in Kiel mit einer Panoramafahrt durch die Dänische Südsee und endete am 23. Juni 2024 während der Kieler Woche wieder im Hafen der schleswig-holsteinischen Landeshauptstadt.

## Allgemeines
Die Mein Schiff 7 unterscheidet sich, ebenso wie die Schwesterschiffe Mein Schiff 1 und Mein Schiff 2, von den früheren Neubauten von TUI Cruises. Sie sind größer und haben eine veränderte Optik. So sind beispielsweise die Schiffe gut 20 Meter länger und verfügen über 180 Kabinen mehr als die früheren Neubauten der Reederei. Auf dem Schiff gibt es einen 25 Meter und einen etwa 10 Meter langen Pool. Es gibt an Bord zwölf Restaurants/Bistros und 17 Bars/Lounges.

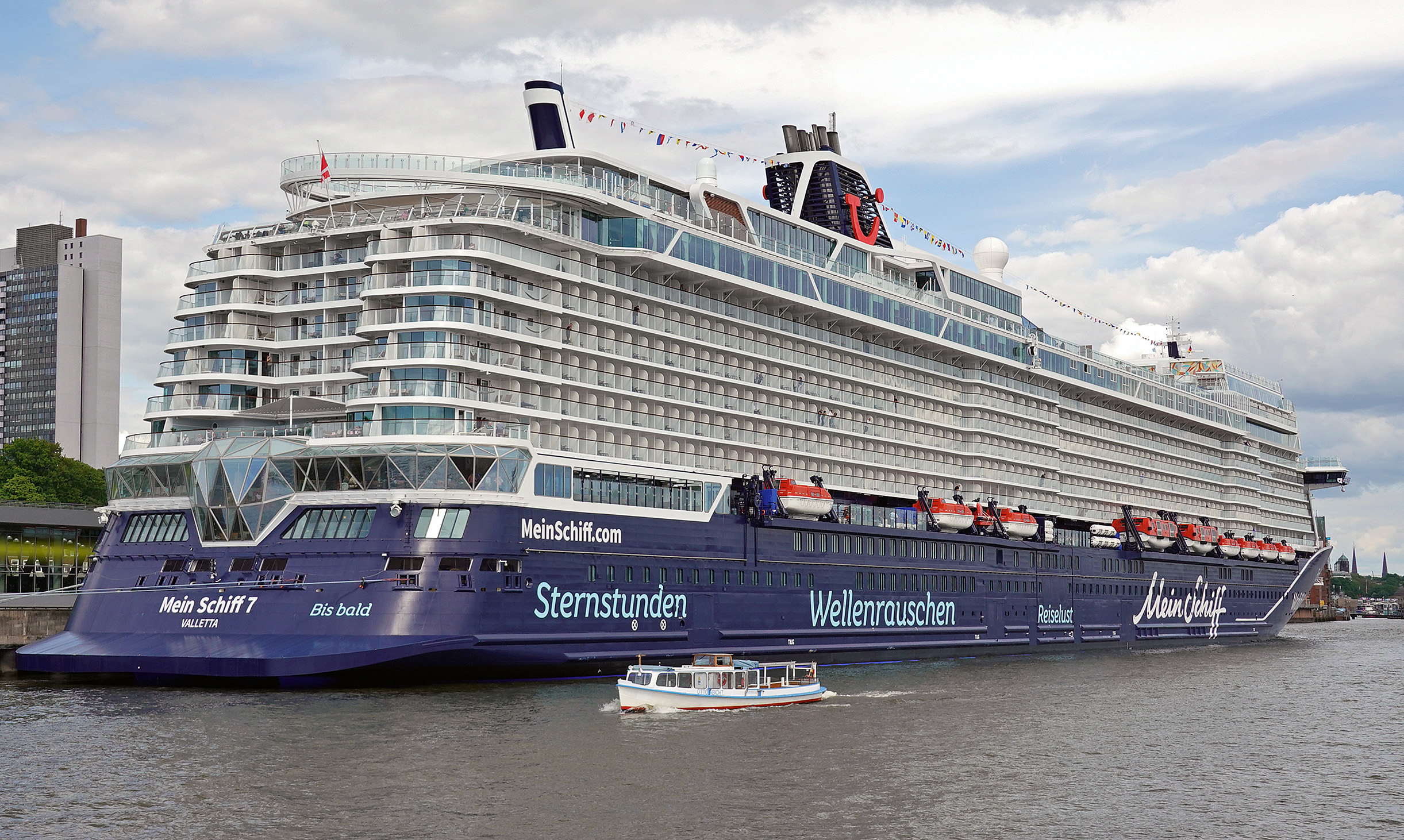
Heckansicht

## Ökologie
Das Schiff wird mit emissionarmen Marinediesel (Schwefelgehalt: 0,1 %) betrieben und ist mit Katalysatoren (Stickoxidminderung: rd. 75 %) sowie einem Landstromanschluss ausgestattet. Dieser sichert einen fast emissionsfreien Schiffsbetrieb während der Hafenliegezeit (etwa 40 Prozent der Betriebszeit). Darüber hinaus ist die Mein Schiff 7 so gebaut, dass das Schiff auch mit Methanol, perspektivisch grünem Methanol, fahren kann. Grünes Methanol (Bio- oder E-Methanol) gilt als klimafreundlicher Kraftstoff, sofern dieser aus erneuerbaren Energien gewonnen wird. Das macht den Schiffsantrieb nahezu CO2-neutral. TUI Cruises rechnet damit, dass die Bauwerft Meyer Turku die neue Technologie Anfang 2026 einbauen wird.